# Warren Ingersoll
John Hobart Warren Ingersoll III (* 22. März 1908 in Philadelphia, Pennsylvania; † 6. September 1995 in Spring House, Pennsylvania) war ein Hockeytorwart, der 1932 eine olympische Bronzemedaille gewann.

## Karriere
Warren Ingersoll spielte an der St. Paul's School und danach an der Princeton University Fußball, Hockey und Baseball.
Bei den Olympischen Spielen 1932 in Los Angeles nahmen nur drei Mannschaften am Hockey-Turnier teil. Nachdem die indische Mannschaft die japanische Mannschaft mit 11:1 besiegt hatte, gewannen die Japaner gegen das Team der Vereinigten Staaten mit 9:2. Im letzten Spiel siegte die indische Mannschaft mit 24:1 gegen die Mannschaft der Vereinigten Staaten. Während gegen die Japaner Warren Ingersoll im amerikanischen Tor gestanden hatte, musste Harold Brewster gegen die indische Mannschaft spielen.
1940 wurde Warren Ingersoll US-Meister in der Sportart Rackets. Später war er ehrenamtlicher Präsident eines Golfverbandes.
Beruflich war Ingersoll zunächst in der familieneigenen Eisenbahngesellschaft tätig. Im Zweiten Weltkrieg war Ingersoll fünf Jahre in der United States Army und schied als Major aus. Nach dem Krieg war er bis 1978 Präsident einer pharmazeutischen Dienstleistungs-Firma in Pennsylvania.